# Koča na Kriški gori
Koča na Kriški gori (1471 m) je planinska postojanka, ki stoji na prisojni strani zahodnega slemena Kriške gore. Upravlja jo PD Križe. Zgrajena je bila leta 1953, ob veliki podpori vojakov iz kriške vojašnice. Koča na Kriški gori je bila izbrana za Naj visokogorsko kočo leta 2020. Kočo napajajo sončni paneli in električni kabelski vod iz Gozda. Koča ima tudi žičnico katero je nekoč poganjal star avtomobilski motor (VW Beatle) ), ki so ga nadomestili z električnim.

## Dostopi
- 2½h: iz Tržiča, čez Veliko mizico, po transverzali
- 1h: od Zavetišča v Gozdu (891 m)
- 3h: od Zavetišča v Gozdu, čez Tolsti vrh
- 3h: od Doma pod Storžičem (1123 m), čez Tolsti vrh po transverzali

POTI:
- Ta Strma - nekoliko zahtevnejša
- Ovčja - pot čez travnike
- pot iz Zavetišča v Gozdu

## Prehod
- 3½h: do Planinskega doma na Kališču (1534 m)

## Vzponi na vrhove
- 1h: Tolsti vrh (1715 m)
- 4½h: Storžič, po grebenu Psice